# Anna Harrison
Pour les articles homonymes, voir Anna J. Harrison et Harrison.
Anna Harrison, née Anna Elizabeth Symmes le 25 juillet 1775 à Morristown et morte le 25 février 1864 à North Bend (Ohio), est la femme du président des États-Unis William Henry Harrison.
Elle occupe le poste de Première dame des États-Unis entre le 4 mars 1841 et le 4 avril 1841, durant le mandat de son mari, mais n'entre jamais dans la Maison-Blanche en raison de son état de santé. C'est en effet surtout la nièce du président, Jane Irwing Harrison, qui effectue cette tâche d'hôtesse.
À 65 ans, au début du mandat présidentiel de son mari, Anna Harrison était la femme la plus âgée à assumer le rôle de Première dame, un record détenu jusqu’à ce que Jill Biden devienne Première dame à l’âge de 69 ans en 2021.